# Hrabstwo Curry (Nowy Meksyk)
Hrabstwo Curry (ang. Curry County) – hrabstwo w stanie Nowy Meksyk w Stanach Zjednoczonych.

## Miasta
- Clovis
- Texico

## Wioski
- Grady
- Melrose